# Feast of Love
Feast of Love (br: Banquete do Amor / pt: O Banquete do Amor) é um filme norte-americano do gênero romance dirigido por Robert Benton e lançado em 28 de setembro de 2007.

## Elenco
- Morgan Freeman - Harry Stevenson
- Greg Kinnear - Bradley Smith
- Radha Mitchell - Diana Croce
- Billy Burke - David Watson
- Selma Blair - Kathryn Smith
- Alexa Davalos - Chloe Barlow
- Toby Hemingway - Oscar
- Stana Katic - Jenny
- Erika Marozsán - Margaret Vekashi
- Jane Alexander - Esther Stevenson
- Fred Ward - Bat
- Margo Martindale - Sra. Maggarolian
- Missi Pyle - Agatha Smith
- Shannon Lucio - Janey